# Tabanus samoënsis
Tabanus samoënsis är en tvåvingeart som beskrevs av Ferguson 1927. Tabanus samoënsis ingår i släktet Tabanus och familjen bromsar. Inga underarter finns listade i Catalogue of Life.